# Zbigniew Matysiak
Zbigniew Matysiak ps. „Kowboj”, „Dym” (ur. 26 marca 1926 w Lublinie, zm. 13 września 2018 tamże) – polski działacz podziemia niepodległościowego w czasie II wojny światowej, podpułkownik WP w stanie spoczynku, zawodnik i trener rajdów motocyklowych.

## Życiorys
Był harcerzem. Od 1943 działał w jednej z lubelskich grup konspiracyjnych, zaś od marca 1944 w ramach Armii Krajowej. Był członkiem oddziału „Romana” w zgrupowaniu mjr. Hieronima Dekutowskiego ps. „Zapora”. Brał udział w starciach siłami komunistycznego aparatu bezpieczeństwa. Ujęty w 1946, za działalność antykomunistyczną był więziony w areszcie przy ul. Krótkiej w Lublinie, a także w więzieniu na Zamku Lubelskim oraz w więzieniu w Sieradzu. W kwietniu 1947 został zwolniony na mocy amnestii.
Zbigniew Matysiak był po wojnie zawodnikiem w rajdach motocyklowych będąc także członkiem polskiej kadry narodowej. Był dziesięciokrotnym mistrzem Polski w rajdach motocyklowych. Uprawiał także boks, kolarstwo i narciarstwo. Po zakończeniu kariery zawodniczej jako trener szkolił zawodników między innymi FKS Avia Świdnik, KM Pionier Lublin, Automobilklubu Lubelskiego i KM Cross Lublin. Był  członkiem Honorowym Polskiego Związku Motorowego.
W sierpniu 2018 otrzymał awans na podpułkownika WP w stanie spoczynku z okazji obchodów Święta Wojska Polskiego. 
Zmarł 13 września 2018 i 19 września tego samego roku został pochowany na cmentarzu przy ulicy Lipowej w Lublinie w kwaterze 22A. 

## Wybrane odznaczenia
- Krzyż Kawalerski Orderu Odrodzenia Polski[1]